# La Bouillie
Bouillie (bret. Ar Vezvid) – miejscowość i gmina we Francji, w regionie Bretania, w departamencie Côtes-d’Armor.
Według danych na rok 1990 gminę zamieszkiwało 711 osób, a gęstość zaludnienia wynosiła 65 osób/km² (wśród 1269 gmin Bretanii Bouillie plasuje się na 715. miejscu pod względem liczby ludności, natomiast pod względem powierzchni na miejscu 808.).